# Serie B 2019-2020 (hockey su pista)
La Serie B 2019-2020 è stato il torneo di terzo livello del campionato italiano di hockey su pista per la stagione 2019-2020. A causa della pandemia di COVID-19 nell'aprile del 2020 la competizione è stata annullata.

## Prima Fase

### Girone A

#### Squadre partecipanti
| Club             | Città               | Impianto                       |
| ---------------- | ------------------- | ------------------------------ |
| Agrate Brianza   | Agrate Brianza (MB) | Centro Sportivo Santa Caterina |
| Amatori Lodi (B) | Lodi                | PalaCastellotti                |
| Amatori Vercelli | Vercelli            | PalaPregnolato                 |
| Azzurra Novara   | Novara              | Palasport Dal Lago             |
| HRC Monza (B)    | Monza               | PalaRovagnati di Biassono (MB) |
| Roller Lodi      | Lodi                | PalaCastellotti                |
| Seregno 2012     | Seregno (MB)        | PalaSomaschini                 |
| Vercelli         | Vercelli            | PalaPregnolato                 |

#### Classifica finale
|  | Pos. | Squadra          | Pt | G | V | N | P | GF | GS | DR  |
|  | ---- | ---------------- | -- | - | - | - | - | -- | -- | --- |
|  | 1.   | Vercelli         | 18 | 6 | 6 | 0 | 0 | 50 | 20 | +30 |
|  | 2.   | Roller Lodi      | 13 | 6 | 4 | 1 | 1 | 23 | 24 | -1  |
|  | 3.   | HRC Monza (B)    | 10 | 6 | 3 | 1 | 2 | 32 | 26 | +6  |
|  | 4.   | Amatori Lodi (B) | 7  | 5 | 2 | 1 | 2 | 24 | 21 | +3  |
|  | 5.   | Seregno 2012     | 7  | 6 | 2 | 1 | 3 | 19 | 25 | -6  |
|  | 6.   | Amatori Vercelli | 6  | 5 | 2 | 0 | 3 | 12 | 19 | -7  |
|  | 7.   | Agrate Brianza   | 4  | 6 | 1 | 1 | 4 | 29 | 40 | -11 |
|  | 8.   | Azzurra Novara   | 1  | 6 | 0 | 1 | 5 | 18 | 32 | -14 |

Legenda:
  Qualificato alle final eight.
  Qualificato agli spareggi nazionali.
Note:
Tre punti a vittoria, uno per il pareggio, zero a sconfitta.
In caso di arrivo di due o più squadre a pari punti, la graduatoria finale verrà stilata secondo la classifica avulsa tra le squadre interessate che prevede, in ordine, i seguenti criteri:
- Punti negli scontri diretti
- Differenza reti negli scontri diretti
- Differenza reti generale
- Reti realizzate in generale
- Sorteggio

### Girone B

#### Squadre partecipanti
| Club                     | Città                  | Impianto                                 |
| ------------------------ | ---------------------- | ---------------------------------------- |
| Amatori Modena (B)       | Modena                 | Palaroller di Montale Rangone (MO)       |
| Amatori Pesaro           | Pesaro                 | PalaBorgo                                |
| Correggio (B-A)          | Correggio (RE)         | Palasport Dorando Pietri                 |
| Correggio (B-B)          | Correggio (RE)         | Palasport Dorando Pietri                 |
| Cremona (B)              | Pieve San Giacomo (CR) | Palestra comunale di San Daniele Po (CR) |
| Pico Mirandola           | Mirandola (MO)         | Palazzetto dello sport                   |
| Roller Scandiano (B)     | Scandiano (RE)         | PalaRegnani                              |
| Rotellistica Scandianese | Scandiano (RE)         | PalaRegnani                              |

#### Classifica finale
|  | Pos. | Squadra                  | Pt | G | V | N | P | GF | GS | DR  |
|  | ---- | ------------------------ | -- | - | - | - | - | -- | -- | --- |
|  | 1.   | Correggio (B-A)          | 18 | 7 | 6 | 0 | 1 | 51 | 20 | +31 |
|  | 2.   | Rotellistica Scandianese | 18 | 7 | 6 | 0 | 1 | 40 | 13 | +27 |
|  | 3.   | Pico Mirandola           | 13 | 7 | 4 | 1 | 2 | 36 | 26 | +10 |
|  | 4.   | Roller Scandiano (B)     | 12 | 6 | 4 | 0 | 2 | 40 | 24 | +16 |
|  | 5.   | Amatori Pesaro           | 7  | 7 | 2 | 1 | 4 | 41 | 51 | -10 |
|  | 6.   | Cremona (B)              | 6  | 6 | 2 | 0 | 4 | 23 | 45 | -22 |
|  | 7.   | Amatori Modena (B)       | 3  | 7 | 1 | 0 | 6 | 26 | 47 | -21 |
|  | 8.   | Correggio (B-B)          | 3  | 7 | 1 | 0 | 6 | 24 | 55 | -31 |

Legenda:
  Qualificato alle final eight.
  Qualificato agli spareggi nazionali.
Note:
Tre punti a vittoria, uno per il pareggio, zero a sconfitta.
In caso di arrivo di due o più squadre a pari punti, la graduatoria finale verrà stilata secondo la classifica avulsa tra le squadre interessate che prevede, in ordine, i seguenti criteri:
- Punti negli scontri diretti
- Differenza reti negli scontri diretti
- Differenza reti generale
- Reti realizzate in generale
- Sorteggio

### Girone C

#### Squadre partecipanti
| Club               | Città                      | Impianto              |
| ------------------ | -------------------------- | --------------------- |
| Bassano (B-A)      | Bassano del Grappa (VI)    | PalaSind              |
| Bassano (B-B)      | Bassano del Grappa (VI)    | PalaSind              |
| Montecchio P. (B)  | Montecchio Precalcino (VI) | PalaVaccari           |
| Pordenone (B)      | Pordenone                  | PalaMarrone           |
| Roller Bassano (B) | Bassano del Grappa (VI)    | PalaSind              |
| Sandrigo (B)       | Sandrigo (VI)              | Palasport di Sandrigo |
| Thiene (B)         | Thiene (VI)                | PalaCeccato           |

#### Classifica finale
|  | Pos. | Squadra            | Pt | G | V | N | P | GF | GS | DR  |
|  | ---- | ------------------ | -- | - | - | - | - | -- | -- | --- |
|  | 1.   | Montecchio P. (B)  | 12 | 6 | 4 | 0 | 2 | 38 | 24 | +14 |
|  | 2.   | Thiene (B)         | 12 | 5 | 4 | 0 | 1 | 27 | 16 | +11 |
|  | 3.   | Roller Bassano (B) | 9  | 5 | 3 | 0 | 2 | 29 | 18 | +11 |
|  | 4.   | Bassano (B)        | 9  | 5 | 3 | 0 | 2 | 29 | 23 | +6  |
|  | 5.   | Sandrigo (B)       | 6  | 5 | 2 | 0 | 3 | 18 | 25 | -7  |
|  | 6.   | Bassano            | 3  | 4 | 1 | 0 | 3 | 12 | 27 | -15 |
|  | 7.   | Pordenone (B)      | 0  | 4 | 0 | 0 | 4 | 10 | 30 | -20 |

Legenda:
  Qualificato alle final eight.
  Qualificato agli spareggi nazionali.
Note:
Tre punti a vittoria, uno per il pareggio, zero a sconfitta.
In caso di arrivo di due o più squadre a pari punti, la graduatoria finale verrà stilata secondo la classifica avulsa tra le squadre interessate che prevede, in ordine, i seguenti criteri:
- Punti negli scontri diretti
- Differenza reti negli scontri diretti
- Differenza reti generale
- Reti realizzate in generale
- Sorteggio

### Girone D

#### Squadre partecipanti
| Club              | Città                  | Impianto               |
| ----------------- | ---------------------- | ---------------------- |
| Breganze (B-A)    | Breganze (VI)          | PalaFerrarin           |
| Breganze (B-B)    | Breganze (VI)          | PalaFerrarin           |
| Montebello (B)    | Montebello (VI)        | Palazzetto dello sport |
| Roller Cornedo    | Cornedo Vicentino (VI) | Pala De Gasperi        |
| Roller Recoaro    | Recoaro Terme (VI)     | PalaSanGiorgio         |
| Trissino (C)      | Trissino (VI)          | PalaDante              |
| Valdagno 1938 (B) | Valdagno (VI)          | PalaLido               |

#### Classifica finale
|  | Pos. | Squadra | Pt | G | V | N | P | GF | GS | DR |
|  | ---- | ------- | -- | - | - | - | - | -- | -- | -- |
|  | 1.   |         | 0  | 0 | 0 | 0 | 0 | 0  | 0  | 0  |
|  | 2.   |         | 0  | 0 | 0 | 0 | 0 | 0  | 0  | 0  |
|  | 3.   |         | 0  | 0 | 0 | 0 | 0 | 0  | 0  | 0  |
|  | 4.   |         | 0  | 0 | 0 | 0 | 0 | 0  | 0  | 0  |
|  | 5.   |         | 0  | 0 | 0 | 0 | 0 | 0  | 0  | 0  |
|  | 6.   |         | 0  | 0 | 0 | 0 | 0 | 0  | 0  | 0  |
|  | 7.   |         | 0  | 0 | 0 | 0 | 0 | 0  | 0  | 0  |

Legenda:
  Qualificato alle final eight.
  Qualificato agli spareggi nazionali.
Note:
Tre punti a vittoria, uno per il pareggio, zero a sconfitta.
In caso di arrivo di due o più squadre a pari punti, la graduatoria finale verrà stilata secondo la classifica avulsa tra le squadre interessate che prevede, in ordine, i seguenti criteri:
- Punti negli scontri diretti
- Differenza reti negli scontri diretti
- Differenza reti generale
- Reti realizzate in generale
- Sorteggio

### Girone E

#### Sottogirone E1

##### Squadre partecipanti
| Club                  | Città          | Impianto             |
| --------------------- | -------------- | -------------------- |
| CGC Viareggio (B)     | Viareggio (LU) | PalaBarsacchi        |
| Maliseti (B)          | Prato          | PalaRogai            |
| Prato 1954            | Prato          | PalaRogai            |
| Prato 1954 (B)        | Prato          | PalaRogai            |
| Rotellistica Camaiore | Camaiore (LU)  | Pardini Sport Center |
| SPV Viareggio         | Viareggio (LU) | PalaBarsacchi        |

##### Classifica finale
|  | Pos. | Squadra               | Pt | G | V | N | P | GF | GS | DR  |
|  | ---- | --------------------- | -- | - | - | - | - | -- | -- | --- |
|  | 1.   | Rotellistica Camaiore | 19 | 7 | 6 | 1 | 0 | 75 | 25 | 50  |
|  | 2.   | Prato 1954            | 13 | 6 | 4 | 1 | 1 | 47 | 21 | 26  |
|  | 3.   | Prato 1954 (B)        | 6  | 6 | 2 | 0 | 4 | 26 | 66 | -40 |
|  | 4.   | SPV Viareggio         | 4  | 7 | 1 | 1 | 5 | 39 | 44 | -5  |
|  | 5.   | CGC Viareggio (B)     | 4  | 6 | 1 | 1 | 4 | 16 | 47 | -31 |
|  | 6.   | Maliseti (B)          | 0  | 0 | 0 | 0 | 0 | 0  | 0  | 0   |

Legenda:
  Qualificato ai play-off girone E.
Note:
Tre punti a vittoria, uno per il pareggio, zero a sconfitta.
In caso di arrivo di due o più squadre a pari punti, la graduatoria finale verrà stilata secondo la classifica avulsa tra le squadre interessate che prevede, in ordine, i seguenti criteri:
- Punti negli scontri diretti
- Differenza reti negli scontri diretti
- Differenza reti generale
- Reti realizzate in generale
- Sorteggio

#### Sottogirone E2

##### Squadre partecipanti
| Club            | Città                          | Impianto              |
| --------------- | ------------------------------ | --------------------- |
| Castiglione     | Castiglione della Pescaia (GR) | Pala Casa Mora        |
| Follonica (B-A) | Follonica (GR)                 | Pista Armeni          |
| Follonica (B-B) | Follonica (GR)                 | Pista Armeni          |
| Grosseto (B)    | Grosseto                       | Pista via Mercurio    |
| Siena           | Siena                          | Pista Engels Lambardi |

##### Classifica finale
|  | Pos. | Squadra | Pt | G | V | N | P | GF | GS | DR |
|  | ---- | ------- | -- | - | - | - | - | -- | -- | -- |
|  | 1.   |         | 0  | 0 | 0 | 0 | 0 | 0  | 0  | 0  |
|  | 2.   |         | 0  | 0 | 0 | 0 | 0 | 0  | 0  | 0  |
|  | 3.   |         | 0  | 0 | 0 | 0 | 0 | 0  | 0  | 0  |
|  | 4.   |         | 0  | 0 | 0 | 0 | 0 | 0  | 0  | 0  |
|  | 5.   |         | 0  | 0 | 0 | 0 | 0 | 0  | 0  | 0  |

Legenda:
  Qualificato ai play-off girone E.
Note:
Tre punti a vittoria, uno per il pareggio, zero a sconfitta.
In caso di arrivo di due o più squadre a pari punti, la graduatoria finale verrà stilata secondo la classifica avulsa tra le squadre interessate che prevede, in ordine, i seguenti criteri:
- Punti negli scontri diretti
- Differenza reti negli scontri diretti
- Differenza reti generale
- Reti realizzate in generale
- Sorteggio

### Girone F

#### Squadre partecipanti
| Club                  | Città           | Impianto       |
| --------------------- | --------------- | -------------- |
| AFP Giovinazzo        | Giovinazzo (BA) | PalaPansini    |
| Estrelas Molfetta (B) | Molfetta (BA)   | PalaFiorentini |
| Matera                | Matera          | PalaSassi      |
| Roller Matera         | Matera          | PalaSassi      |
| Roller Salerno        | Salerno         | PalaTulimieri  |

#### Classifica finale
|  | Pos. | Squadra | Pt | G | V | N | P | GF | GS | DR |
|  | ---- | ------- | -- | - | - | - | - | -- | -- | -- |
|  | 1.   |         | 0  | 0 | 0 | 0 | 0 | 0  | 0  | 0  |
|  | 2.   |         | 0  | 0 | 0 | 0 | 0 | 0  | 0  | 0  |
|  | 3.   |         | 0  | 0 | 0 | 0 | 0 | 0  | 0  | 0  |
|  | 4.   |         | 0  | 0 | 0 | 0 | 0 | 0  | 0  | 0  |
|  | 5.   |         | 0  | 0 | 0 | 0 | 0 | 0  | 0  | 0  |

Legenda:
  Qualificato alle final eight.
Note:
Tre punti a vittoria, uno per il pareggio, zero a sconfitta.
In caso di arrivo di due o più squadre a pari punti, la graduatoria finale verrà stilata secondo la classifica avulsa tra le squadre interessate che prevede, in ordine, i seguenti criteri:
- Punti negli scontri diretti
- Differenza reti negli scontri diretti
- Differenza reti generale
- Reti realizzate in generale
- Sorteggio

## Coppa Italia di Serie B

### Tabellone fase finale
|  | Quarti di finale | Quarti di finale      | Quarti di finale   |                       |                       | Semifinali | Semifinali | Semifinali |  |  | Finale | Finale   | Finale |
|  |                  |                       |                    |                       |                       |            |            |            |  |  |        |          |        |
|  |                  | Vercelli              | 5                  |                       |                       |            |            |            |  |  |        |          |        |
|  |                  | Montecchio P. (B)     | 4                  |                       |                       |            |            |            |  |  |        |          |        |
|  |                  | Montecchio P. (B)     | 4                  |                       | Vercelli              | 4          |            |            |  |  |        |          |        |
|  |                  |                       |                    |                       | Vercelli              | 4          |            |            |  |  |        |          |        |
|  |                  |                       | Roller Bassano (B) | 0                     |                       |            |            |            |  |  |        |          |        |
|  |                  | Roller Bassano (B)    | Roller Bassano (B) | 0                     | 8                     |            |            |            |  |  |        |          |        |
|  |                  | Roller Bassano (B)    |                    |                       | 8                     |            |            |            |  |  |        |          |        |
|  |                  | Amatori Lodi (B)      | 3                  |                       |                       |            |            |            |  |  |        |          |        |
|  |                  |                       |                    |                       |                       |            |            |            |  |  |        | Vercelli |        |
|  |                  |                       |                    | Rotellistica Camaiore |                       |            |            |            |  |  |        |          |        |
|  |                  | Rotellistica Camaiore | 5                  |                       |                       |            |            |            |  |  |        |          |        |
|  |                  | Follonica (B-A)       | 2                  |                       |                       |            |            |            |  |  |        |          |        |
|  |                  | Follonica (B-A)       | 2                  |                       | Rotellistica Camaiore | 2          |            |            |  |  |        |          |        |
|  |                  |                       |                    |                       | Rotellistica Camaiore | 2          |            |            |  |  |        |          |        |
|  |                  |                       | Valdagno 1938 (B)  | 1                     |                       |            |            |            |  |  |        |          |        |
|  |                  | Valdagno 1938 (B)     | Valdagno 1938 (B)  | 1                     | 3                     |            |            |            |  |  |        |          |        |
|  |                  | Valdagno 1938 (B)     |                    |                       | 3                     |            |            |            |  |  |        |          |        |
|  |                  | Roller Salerno        | 2                  |                       |                       |            |            |            |  |  |        |          |        |